# تطور العضلات لدى الإنسان
التطور العضلي لدى الإنسان هو ملخص عن التكيفات العضلية التي نفذها البشر منذ ظهور أسلافهم الأوائل حتى تطور الإنسان الحديث. يُعتقد أن البشر لديهم استعداد وراثي لتطوير كثافة العضلات إذ اعتمد الهومو على الهياكل العضلية للصيد والبقاء على قيد الحياة. إن حاجة الإنسان الحديث للعضلات ليست مُلحة جدًا، لكن نمو العضلات بقي سريعًا إن لم يكن أسرع بسبب تقنيات تضخيم العضلات الجديدة والمعرفة الأفضل لجسم الإنسان. يُعتقد على نطاق واسع أن البشر من أسرع الكائنات الحية نموًا للعضلات بسبب الفائض من الطاقة الغذائية والأحماض الأمينية وكميات قليلة من الميوستاتين.

## مقدمة
يعتبر البشر المعاصرون (الإنسان العاقل) من الرئيسيات ومن نسل الأنواع الشبيهة بالقرود وذلك اعتمادًا على الحمض النووي الريبوزي منقوص الأكسجين (دي إن إيه) وعلم الإنسان. انقرضت جميع أنواع جنس (هومو) باستثناء الإنسان، الذي يعتقد أنه تطور من أسلاف الأسترالوبيثسين التي نشأت في شرق إفريقيا. لقد طُوّر الإنسان الحديث على مدى 300000 عام، ونتجت تكيفات فريدة من الضغوط البيئية التي واجهها الإنسان العاقل. يختلف النظام العضلي البشري الحديث اختلافًا كبيرًا عن نظام أسلافنا الرئيسيين بسبب العوامل البيئية والسلوكية. سمحت هذه التعديلات والتغييرات للإنسان العاقل بأن يقوم بوظائفه كما يفعل اليوم.
تطور نظام العضلات البشرية بهدف زيادة القدرة على البقاء، كما هو المعيار لجميع التكيفات التطورية. وبما أن العضلات والأربطة والأوتار المصاحبة لها موجودة في جميع أنحاء الجسم لتساعد في العديد من الوظائف، فمن الواضح أن سلوكنا وقراراتنا مستندة إلى ما نحن عليه وكيف يمكن لجسدنا أن يعمل. يُعتقد أن الموطن الأصلي لأسلافنا لم يكن على الأرض وإنما على الأشجار لكننا قمنا بتطوير عادات جديدة سمحت لنا في النهاية بالترعرع على الأرض، مثل: التغييرات في النظام الغذائي وجمع الطعام وصرف الطاقة والتفاعلات الاجتماعية.

## الجمجمة والرقبة والرأس
يُشتبه في أن أسلاف الإنسان العاقل في البداية لم يتناولوا طعامهم على أرض الغابة؛ وبدلًا من ذلك هاجروا من الأشجار لأسباب مختلفة. وفي تلك البيئة، عاشوا على نظام غذائي غني بالمواد النباتية مع بعض الحشرات والقليل من اللحوم. لم يكونوا خصومًا مرعبين جدًا بالنسبة للثدييات المسيطرة مثل القطط القديمة الكبيرة (الأسود، الفهود) لكن قدرتهم على أن يكونوا صيادين وجامعي ثمار أفضل تزامنت مع النماء العصبي لديهم، وأعطتهم القدرة على إضافة إمدادات عالية الطاقة إلى نظامهم الغذائي مثل اللحوم. تُظهر التحاليل المجراة على فك الأسلاف البشرية المفترضة وجماجمهم امتلاكهم لعضلات فك أكبر وأقوى مرتبطة بالجمجمة يتوقع أنها ناتجة عن اتباعهم لنظام غذائي غني بالفاكهة والنباتات. وكانت مجموعة الأضراس الخلفية أكبر بكثير لهذا السبب أيضًا. جاء الاعتماد على هذه الأطعمة ذات السعرات الحرارية العالية نتيجة عدم امتلاكهم الطاقة الكافية لتسلق الأشجار العالية. ويُعتقد أن أسلاف البشر كان لديهم المزيد من العضلات التي تربط بين الجمجمة والرقبة والكتفين / منطقة الظهر (بشكل مشابه للقرود) ما تسبب في ظهور مناطق مرتخية في العنق والجمجمة، مثل أنواع الرئيسيات غير البشرية. تسمح هذه العضلات بالحفاظ على رأس الإنسان في وضعه المستقيم الحالي وتسمح للعضلة القذالية الجبهية أو الجبهة بالعمل على إظهار التعبيرات الوجهية.

## الجزء العلوي من الجسم / الظهر
أصبح البشر أطول مع مرور السنين بعد تطورهم لكائنات ثنائية القدمين وهذا ما أطال من عضلات الظهر عند قاعدة العصعص والوركين، ما جعلهم أكثر وزنًا. كان لدى أسلاف الإنسان الأوائل ذيل يقع مكان عظم العصعص عند الإنسان الحديث. أصبحت الأذرع أقصر (على العكس من الساقين) وذلك لحمل الأشياء واستخدامها كأداة متعددة المهام بدلاً من التسلق والتأرجح بين الأشجار. ومن المعروف أن الإنسان العاقل قد طور الإبهام الذي فتح الباب أمام العديد من الوظائف التي لم تكن ممكنة بعد في اليد ومناطق الجزء العلوي الأخرى من الجسم. أتاحت عضلات الساعد مع أوتارها للإنسان أن يركز قوته وقدراته بين يديه وأصابعه وأعطته قدرات جديدة ورائعة. عمومًا، تطورت عضلات الجزء العلوي من الجسم لتتكيف على التعامل مع المزيد من الأنشطة المنطوية على تركيز القوة في تلك العضلات، مثل: الإمساك والرمي والرفع والجري للمساعدة في الهروب من الخطر والصيد وبناء الملاجئ.

## الجزء السفلي من الجسم / تحت الخصر
طور عظم الفخذ البشري منحدرًا داخليًا وصولًا إلى الركبة ما سمح للعضلات الألوية بالتكيف مع الإجهاد وبناء العضلات اللازمة. وهذا يسمح للإنسان بالتحكم بتوازنه على قدم واحدة وعند الحركة أثناء المشي. وساعدت العضلات القريبة من الكاحل على توفير الضغط اللازم في أثناء المشي والجري. هناك العديد من المزايا والعيوب لهذه المشية المعدلة. إذ فقد الإنسان قدرته على الاستيلاء على شيء ما باستخدام أطرافه الأربعة ولكنه اكتسب القدرة على الإمساك بالهراوة أو رمي الرمح واستخدام اليد الحرة الثانية لمهماتٍ أخرى. ساعد أيضًا هذا التكيف البشر على الوقوف بشكل مستقيم مع ركبتين مغلقتين لفتراتٍ أطول من الزمن. ساعدت العضلة الأخمصية في القدم أسلافنا على الإمساك بالأشياء والتعامل معها مثلما يفعل الشمبانزي، لكنها الآن تكيفت مع دورها التطوري الجديد بشكل مناسب، وأصبحت غير قادرة الإمساك بأي شيء. استفاد الإنسان العاقل من هذا التطور ليصبح مدافعًا وصيادًا أفضل. وربما اعتُبرت الزيادة في الجري كنشاط صيد أمرًا أساسيًا لهذا التطور.

## تغيرات القوة
بالمقارنة مع آخر أقاربنا الأحياء، الشمبانزي والبونوبو، فإن عضلة الهيكل العظمي للإنسان العاقل تكون وسطيًا أضعف من 1.35 إلى 1.5 مرة عند معايرتها من أجل الحجم. نظرًا إلى وجود القليل من الاختلافات الميكانيكية الحيوية بين ألياف العضلات الفردية من الأنواع المختلفة، فمن المحتمل أن يكون فرق القوة هذا ناتجًا عن تكوين مختلف لنوع الألياف العضلية. تميل عضلات الأطراف البشرية إلى أن تكون أكثر انحيازًا للألياف العضلية المقاومة للإجهاد والبطء من النوع الأول. في حين لا يوجد دليل على أن البشر المعاصرين أصبحوا أضعف جسديًا من الأجيال الماضية من البشر، يمكن الاستدلال على ذلك من قياس أشياء مثل متانة العظام وسماكة القشرة العظمية الطويلة باعتبارها تمثيلًا للقوة الجسدية. مع أخذ هذه العوامل في الحسبان، كان هناك انخفاض سريع في القوة الكلية في تلك المجموعات السكانية التي تحولت إلى نمط الحياة الساكن. فعلى سبيل المثال، انخفضت سماكة العظام منذ القرنين السابع والثامن عشر في الولايات المتحدة، ما يشير إلى نمط حياة أقل إجهادًا من الناحية الجسدية. ومع ذلك، فإن هذا ليس هو الحال بالنسبة للصيادين الحاليين والسكان الباحثين عن الطعام، مثل سكان جزر أندامان، الذين احتفظوا بقوتهم. عمومًا، على الرغم من ذلك، يميل جامعو الطعام والصيادون إلى امتلاكهم أرجل قوية بينما يميل المزارعون إلى امتلاكهم أذرع قوية، فهم يمثلون حملًا جسديًا مختلفًا (أي المشي عدة أميال في اليوم لطحن القمح).